# Airport Road Addition
Airport Road Addition es un lugar designado por el censo ubicado en el condado de Brooks en el estado estadounidense de Texas. En el Censo de 2010 tenía una población de 93 habitantes y una densidad poblacional de 16,99 personas por km².

## Geografía
Airport Road Addition se encuentra ubicado en las coordenadas 27°13′8″N 98°5′53″O / 27.21889, -98.09806. Según la Oficina del Censo de los Estados Unidos, Airport Road Addition tiene una superficie total de 5.48 km², de la cual 5.48 km² corresponden a tierra firme y (0%) 0 km² es agua.

## Demografía
Según el censo de 2010, había 93 personas residiendo en Airport Road Addition. La densidad de población era de 16,99 hab./km². De los 93 habitantes, Airport Road Addition estaba compuesto por el 77.42% blancos, el 0% eran afroamericanos, el 0% eran amerindios, el 0% eran asiáticos, el 0% eran isleños del Pacífico, el 22.58% eran de otras razas y el 0% pertenecían a dos o más razas. Del total de la población el 88.17% eran hispanos o latinos de cualquier raza.